# Vua (cờ vua)
Vua (♔, ♚) là quân cờ quan trọng nhất trên bàn cờ vua. Mục tiêu của các người chơi trong ván cờ là chiếu hết được Vua của đối phương. Nếu quân Vua của một bên bị dọa bắt, thì quân Vua này bị chiếu, và bên ấy phải di chuyển quân để tránh sự đe dọa này. Nếu quân Vua của một bên không thể tránh được việc bị bắt trong nước kế tiếp thì quân Vua đó đã bị chiếu hết, và bên đó sẽ thua ván cờ. Dù Vua là quân cờ quan trọng nhất, nhưng lại là một trong các quân cờ yếu nhất (trừ một số trường hợp đặc biệt ở tàn cuộc).

## Cách di chuyển
|   | a                             | b                             | c                             | d                             | e                             | f                             | g                             | h                             |   |
| 8 | e8 black king · e1 white king | e8 black king · e1 white king | e8 black king · e1 white king | e8 black king · e1 white king | e8 black king · e1 white king | e8 black king · e1 white king | e8 black king · e1 white king | e8 black king · e1 white king | 8 |
| 7 | e8 black king · e1 white king | e8 black king · e1 white king | e8 black king · e1 white king | e8 black king · e1 white king | e8 black king · e1 white king | e8 black king · e1 white king | e8 black king · e1 white king | e8 black king · e1 white king | 7 |
| 6 | e8 black king · e1 white king | e8 black king · e1 white king | e8 black king · e1 white king | e8 black king · e1 white king | e8 black king · e1 white king | e8 black king · e1 white king | e8 black king · e1 white king | e8 black king · e1 white king | 6 |
| 5 | e8 black king · e1 white king | e8 black king · e1 white king | e8 black king · e1 white king | e8 black king · e1 white king | e8 black king · e1 white king | e8 black king · e1 white king | e8 black king · e1 white king | e8 black king · e1 white king | 5 |
| 4 | e8 black king · e1 white king | e8 black king · e1 white king | e8 black king · e1 white king | e8 black king · e1 white king | e8 black king · e1 white king | e8 black king · e1 white king | e8 black king · e1 white king | e8 black king · e1 white king | 4 |
| 3 | e8 black king · e1 white king | e8 black king · e1 white king | e8 black king · e1 white king | e8 black king · e1 white king | e8 black king · e1 white king | e8 black king · e1 white king | e8 black king · e1 white king | e8 black king · e1 white king | 3 |
| 2 | e8 black king · e1 white king | e8 black king · e1 white king | e8 black king · e1 white king | e8 black king · e1 white king | e8 black king · e1 white king | e8 black king · e1 white king | e8 black king · e1 white king | e8 black king · e1 white king | 2 |
| 1 | e8 black king · e1 white king | e8 black king · e1 white king | e8 black king · e1 white king | e8 black king · e1 white king | e8 black king · e1 white king | e8 black king · e1 white king | e8 black king · e1 white king | e8 black king · e1 white king | 1 |
|   | a                             | b                             | c                             | d                             | e                             | f                             | g                             | h                             |   |

|   | a | b | c | d | e | f | g | h |   |
| 8 | d5 white circle · e5 white circle · f5 white circle · d4 white circle · e4 white king · f4 white circle · d3 white circle · e3 white circle · f3 white circle | d5 white circle · e5 white circle · f5 white circle · d4 white circle · e4 white king · f4 white circle · d3 white circle · e3 white circle · f3 white circle | d5 white circle · e5 white circle · f5 white circle · d4 white circle · e4 white king · f4 white circle · d3 white circle · e3 white circle · f3 white circle | d5 white circle · e5 white circle · f5 white circle · d4 white circle · e4 white king · f4 white circle · d3 white circle · e3 white circle · f3 white circle | d5 white circle · e5 white circle · f5 white circle · d4 white circle · e4 white king · f4 white circle · d3 white circle · e3 white circle · f3 white circle | d5 white circle · e5 white circle · f5 white circle · d4 white circle · e4 white king · f4 white circle · d3 white circle · e3 white circle · f3 white circle | d5 white circle · e5 white circle · f5 white circle · d4 white circle · e4 white king · f4 white circle · d3 white circle · e3 white circle · f3 white circle | d5 white circle · e5 white circle · f5 white circle · d4 white circle · e4 white king · f4 white circle · d3 white circle · e3 white circle · f3 white circle | 8 |
| 7 | d5 white circle · e5 white circle · f5 white circle · d4 white circle · e4 white king · f4 white circle · d3 white circle · e3 white circle · f3 white circle | d5 white circle · e5 white circle · f5 white circle · d4 white circle · e4 white king · f4 white circle · d3 white circle · e3 white circle · f3 white circle | d5 white circle · e5 white circle · f5 white circle · d4 white circle · e4 white king · f4 white circle · d3 white circle · e3 white circle · f3 white circle | d5 white circle · e5 white circle · f5 white circle · d4 white circle · e4 white king · f4 white circle · d3 white circle · e3 white circle · f3 white circle | d5 white circle · e5 white circle · f5 white circle · d4 white circle · e4 white king · f4 white circle · d3 white circle · e3 white circle · f3 white circle | d5 white circle · e5 white circle · f5 white circle · d4 white circle · e4 white king · f4 white circle · d3 white circle · e3 white circle · f3 white circle | d5 white circle · e5 white circle · f5 white circle · d4 white circle · e4 white king · f4 white circle · d3 white circle · e3 white circle · f3 white circle | d5 white circle · e5 white circle · f5 white circle · d4 white circle · e4 white king · f4 white circle · d3 white circle · e3 white circle · f3 white circle | 7 |
| 6 | d5 white circle · e5 white circle · f5 white circle · d4 white circle · e4 white king · f4 white circle · d3 white circle · e3 white circle · f3 white circle | d5 white circle · e5 white circle · f5 white circle · d4 white circle · e4 white king · f4 white circle · d3 white circle · e3 white circle · f3 white circle | d5 white circle · e5 white circle · f5 white circle · d4 white circle · e4 white king · f4 white circle · d3 white circle · e3 white circle · f3 white circle | d5 white circle · e5 white circle · f5 white circle · d4 white circle · e4 white king · f4 white circle · d3 white circle · e3 white circle · f3 white circle | d5 white circle · e5 white circle · f5 white circle · d4 white circle · e4 white king · f4 white circle · d3 white circle · e3 white circle · f3 white circle | d5 white circle · e5 white circle · f5 white circle · d4 white circle · e4 white king · f4 white circle · d3 white circle · e3 white circle · f3 white circle | d5 white circle · e5 white circle · f5 white circle · d4 white circle · e4 white king · f4 white circle · d3 white circle · e3 white circle · f3 white circle | d5 white circle · e5 white circle · f5 white circle · d4 white circle · e4 white king · f4 white circle · d3 white circle · e3 white circle · f3 white circle | 6 |
| 5 | d5 white circle · e5 white circle · f5 white circle · d4 white circle · e4 white king · f4 white circle · d3 white circle · e3 white circle · f3 white circle | d5 white circle · e5 white circle · f5 white circle · d4 white circle · e4 white king · f4 white circle · d3 white circle · e3 white circle · f3 white circle | d5 white circle · e5 white circle · f5 white circle · d4 white circle · e4 white king · f4 white circle · d3 white circle · e3 white circle · f3 white circle | d5 white circle · e5 white circle · f5 white circle · d4 white circle · e4 white king · f4 white circle · d3 white circle · e3 white circle · f3 white circle | d5 white circle · e5 white circle · f5 white circle · d4 white circle · e4 white king · f4 white circle · d3 white circle · e3 white circle · f3 white circle | d5 white circle · e5 white circle · f5 white circle · d4 white circle · e4 white king · f4 white circle · d3 white circle · e3 white circle · f3 white circle | d5 white circle · e5 white circle · f5 white circle · d4 white circle · e4 white king · f4 white circle · d3 white circle · e3 white circle · f3 white circle | d5 white circle · e5 white circle · f5 white circle · d4 white circle · e4 white king · f4 white circle · d3 white circle · e3 white circle · f3 white circle | 5 |
| 4 | d5 white circle · e5 white circle · f5 white circle · d4 white circle · e4 white king · f4 white circle · d3 white circle · e3 white circle · f3 white circle | d5 white circle · e5 white circle · f5 white circle · d4 white circle · e4 white king · f4 white circle · d3 white circle · e3 white circle · f3 white circle | d5 white circle · e5 white circle · f5 white circle · d4 white circle · e4 white king · f4 white circle · d3 white circle · e3 white circle · f3 white circle | d5 white circle · e5 white circle · f5 white circle · d4 white circle · e4 white king · f4 white circle · d3 white circle · e3 white circle · f3 white circle | d5 white circle · e5 white circle · f5 white circle · d4 white circle · e4 white king · f4 white circle · d3 white circle · e3 white circle · f3 white circle | d5 white circle · e5 white circle · f5 white circle · d4 white circle · e4 white king · f4 white circle · d3 white circle · e3 white circle · f3 white circle | d5 white circle · e5 white circle · f5 white circle · d4 white circle · e4 white king · f4 white circle · d3 white circle · e3 white circle · f3 white circle | d5 white circle · e5 white circle · f5 white circle · d4 white circle · e4 white king · f4 white circle · d3 white circle · e3 white circle · f3 white circle | 4 |
| 3 | d5 white circle · e5 white circle · f5 white circle · d4 white circle · e4 white king · f4 white circle · d3 white circle · e3 white circle · f3 white circle | d5 white circle · e5 white circle · f5 white circle · d4 white circle · e4 white king · f4 white circle · d3 white circle · e3 white circle · f3 white circle | d5 white circle · e5 white circle · f5 white circle · d4 white circle · e4 white king · f4 white circle · d3 white circle · e3 white circle · f3 white circle | d5 white circle · e5 white circle · f5 white circle · d4 white circle · e4 white king · f4 white circle · d3 white circle · e3 white circle · f3 white circle | d5 white circle · e5 white circle · f5 white circle · d4 white circle · e4 white king · f4 white circle · d3 white circle · e3 white circle · f3 white circle | d5 white circle · e5 white circle · f5 white circle · d4 white circle · e4 white king · f4 white circle · d3 white circle · e3 white circle · f3 white circle | d5 white circle · e5 white circle · f5 white circle · d4 white circle · e4 white king · f4 white circle · d3 white circle · e3 white circle · f3 white circle | d5 white circle · e5 white circle · f5 white circle · d4 white circle · e4 white king · f4 white circle · d3 white circle · e3 white circle · f3 white circle | 3 |
| 2 | d5 white circle · e5 white circle · f5 white circle · d4 white circle · e4 white king · f4 white circle · d3 white circle · e3 white circle · f3 white circle | d5 white circle · e5 white circle · f5 white circle · d4 white circle · e4 white king · f4 white circle · d3 white circle · e3 white circle · f3 white circle | d5 white circle · e5 white circle · f5 white circle · d4 white circle · e4 white king · f4 white circle · d3 white circle · e3 white circle · f3 white circle | d5 white circle · e5 white circle · f5 white circle · d4 white circle · e4 white king · f4 white circle · d3 white circle · e3 white circle · f3 white circle | d5 white circle · e5 white circle · f5 white circle · d4 white circle · e4 white king · f4 white circle · d3 white circle · e3 white circle · f3 white circle | d5 white circle · e5 white circle · f5 white circle · d4 white circle · e4 white king · f4 white circle · d3 white circle · e3 white circle · f3 white circle | d5 white circle · e5 white circle · f5 white circle · d4 white circle · e4 white king · f4 white circle · d3 white circle · e3 white circle · f3 white circle | d5 white circle · e5 white circle · f5 white circle · d4 white circle · e4 white king · f4 white circle · d3 white circle · e3 white circle · f3 white circle | 2 |
| 1 | d5 white circle · e5 white circle · f5 white circle · d4 white circle · e4 white king · f4 white circle · d3 white circle · e3 white circle · f3 white circle | d5 white circle · e5 white circle · f5 white circle · d4 white circle · e4 white king · f4 white circle · d3 white circle · e3 white circle · f3 white circle | d5 white circle · e5 white circle · f5 white circle · d4 white circle · e4 white king · f4 white circle · d3 white circle · e3 white circle · f3 white circle | d5 white circle · e5 white circle · f5 white circle · d4 white circle · e4 white king · f4 white circle · d3 white circle · e3 white circle · f3 white circle | d5 white circle · e5 white circle · f5 white circle · d4 white circle · e4 white king · f4 white circle · d3 white circle · e3 white circle · f3 white circle | d5 white circle · e5 white circle · f5 white circle · d4 white circle · e4 white king · f4 white circle · d3 white circle · e3 white circle · f3 white circle | d5 white circle · e5 white circle · f5 white circle · d4 white circle · e4 white king · f4 white circle · d3 white circle · e3 white circle · f3 white circle | d5 white circle · e5 white circle · f5 white circle · d4 white circle · e4 white king · f4 white circle · d3 white circle · e3 white circle · f3 white circle | 1 |
|   | a | b | c | d | e | f | g | h |   |

|   | a | b | c | d | e | f | g | h |   |
| 8 | f8 black rook · h7 black queen · g6 white knight · c5 black cross · d5 black cross · e5 black cross · b4 white pawn · c4 black cross · d4 black king · e4 black cross · c3 black cross · d3 black cross · e3 black cross · f3 white queen · a2 white bishop · f2 white circle · g2 white circle · h2 black cross · d1 white rook · f1 white circle · g1 white king · h1 black cross | f8 black rook · h7 black queen · g6 white knight · c5 black cross · d5 black cross · e5 black cross · b4 white pawn · c4 black cross · d4 black king · e4 black cross · c3 black cross · d3 black cross · e3 black cross · f3 white queen · a2 white bishop · f2 white circle · g2 white circle · h2 black cross · d1 white rook · f1 white circle · g1 white king · h1 black cross | f8 black rook · h7 black queen · g6 white knight · c5 black cross · d5 black cross · e5 black cross · b4 white pawn · c4 black cross · d4 black king · e4 black cross · c3 black cross · d3 black cross · e3 black cross · f3 white queen · a2 white bishop · f2 white circle · g2 white circle · h2 black cross · d1 white rook · f1 white circle · g1 white king · h1 black cross | f8 black rook · h7 black queen · g6 white knight · c5 black cross · d5 black cross · e5 black cross · b4 white pawn · c4 black cross · d4 black king · e4 black cross · c3 black cross · d3 black cross · e3 black cross · f3 white queen · a2 white bishop · f2 white circle · g2 white circle · h2 black cross · d1 white rook · f1 white circle · g1 white king · h1 black cross | f8 black rook · h7 black queen · g6 white knight · c5 black cross · d5 black cross · e5 black cross · b4 white pawn · c4 black cross · d4 black king · e4 black cross · c3 black cross · d3 black cross · e3 black cross · f3 white queen · a2 white bishop · f2 white circle · g2 white circle · h2 black cross · d1 white rook · f1 white circle · g1 white king · h1 black cross | f8 black rook · h7 black queen · g6 white knight · c5 black cross · d5 black cross · e5 black cross · b4 white pawn · c4 black cross · d4 black king · e4 black cross · c3 black cross · d3 black cross · e3 black cross · f3 white queen · a2 white bishop · f2 white circle · g2 white circle · h2 black cross · d1 white rook · f1 white circle · g1 white king · h1 black cross | f8 black rook · h7 black queen · g6 white knight · c5 black cross · d5 black cross · e5 black cross · b4 white pawn · c4 black cross · d4 black king · e4 black cross · c3 black cross · d3 black cross · e3 black cross · f3 white queen · a2 white bishop · f2 white circle · g2 white circle · h2 black cross · d1 white rook · f1 white circle · g1 white king · h1 black cross | f8 black rook · h7 black queen · g6 white knight · c5 black cross · d5 black cross · e5 black cross · b4 white pawn · c4 black cross · d4 black king · e4 black cross · c3 black cross · d3 black cross · e3 black cross · f3 white queen · a2 white bishop · f2 white circle · g2 white circle · h2 black cross · d1 white rook · f1 white circle · g1 white king · h1 black cross | 8 |
| 7 | f8 black rook · h7 black queen · g6 white knight · c5 black cross · d5 black cross · e5 black cross · b4 white pawn · c4 black cross · d4 black king · e4 black cross · c3 black cross · d3 black cross · e3 black cross · f3 white queen · a2 white bishop · f2 white circle · g2 white circle · h2 black cross · d1 white rook · f1 white circle · g1 white king · h1 black cross | f8 black rook · h7 black queen · g6 white knight · c5 black cross · d5 black cross · e5 black cross · b4 white pawn · c4 black cross · d4 black king · e4 black cross · c3 black cross · d3 black cross · e3 black cross · f3 white queen · a2 white bishop · f2 white circle · g2 white circle · h2 black cross · d1 white rook · f1 white circle · g1 white king · h1 black cross | f8 black rook · h7 black queen · g6 white knight · c5 black cross · d5 black cross · e5 black cross · b4 white pawn · c4 black cross · d4 black king · e4 black cross · c3 black cross · d3 black cross · e3 black cross · f3 white queen · a2 white bishop · f2 white circle · g2 white circle · h2 black cross · d1 white rook · f1 white circle · g1 white king · h1 black cross | f8 black rook · h7 black queen · g6 white knight · c5 black cross · d5 black cross · e5 black cross · b4 white pawn · c4 black cross · d4 black king · e4 black cross · c3 black cross · d3 black cross · e3 black cross · f3 white queen · a2 white bishop · f2 white circle · g2 white circle · h2 black cross · d1 white rook · f1 white circle · g1 white king · h1 black cross | f8 black rook · h7 black queen · g6 white knight · c5 black cross · d5 black cross · e5 black cross · b4 white pawn · c4 black cross · d4 black king · e4 black cross · c3 black cross · d3 black cross · e3 black cross · f3 white queen · a2 white bishop · f2 white circle · g2 white circle · h2 black cross · d1 white rook · f1 white circle · g1 white king · h1 black cross | f8 black rook · h7 black queen · g6 white knight · c5 black cross · d5 black cross · e5 black cross · b4 white pawn · c4 black cross · d4 black king · e4 black cross · c3 black cross · d3 black cross · e3 black cross · f3 white queen · a2 white bishop · f2 white circle · g2 white circle · h2 black cross · d1 white rook · f1 white circle · g1 white king · h1 black cross | f8 black rook · h7 black queen · g6 white knight · c5 black cross · d5 black cross · e5 black cross · b4 white pawn · c4 black cross · d4 black king · e4 black cross · c3 black cross · d3 black cross · e3 black cross · f3 white queen · a2 white bishop · f2 white circle · g2 white circle · h2 black cross · d1 white rook · f1 white circle · g1 white king · h1 black cross | f8 black rook · h7 black queen · g6 white knight · c5 black cross · d5 black cross · e5 black cross · b4 white pawn · c4 black cross · d4 black king · e4 black cross · c3 black cross · d3 black cross · e3 black cross · f3 white queen · a2 white bishop · f2 white circle · g2 white circle · h2 black cross · d1 white rook · f1 white circle · g1 white king · h1 black cross | 7 |
| 6 | f8 black rook · h7 black queen · g6 white knight · c5 black cross · d5 black cross · e5 black cross · b4 white pawn · c4 black cross · d4 black king · e4 black cross · c3 black cross · d3 black cross · e3 black cross · f3 white queen · a2 white bishop · f2 white circle · g2 white circle · h2 black cross · d1 white rook · f1 white circle · g1 white king · h1 black cross | f8 black rook · h7 black queen · g6 white knight · c5 black cross · d5 black cross · e5 black cross · b4 white pawn · c4 black cross · d4 black king · e4 black cross · c3 black cross · d3 black cross · e3 black cross · f3 white queen · a2 white bishop · f2 white circle · g2 white circle · h2 black cross · d1 white rook · f1 white circle · g1 white king · h1 black cross | f8 black rook · h7 black queen · g6 white knight · c5 black cross · d5 black cross · e5 black cross · b4 white pawn · c4 black cross · d4 black king · e4 black cross · c3 black cross · d3 black cross · e3 black cross · f3 white queen · a2 white bishop · f2 white circle · g2 white circle · h2 black cross · d1 white rook · f1 white circle · g1 white king · h1 black cross | f8 black rook · h7 black queen · g6 white knight · c5 black cross · d5 black cross · e5 black cross · b4 white pawn · c4 black cross · d4 black king · e4 black cross · c3 black cross · d3 black cross · e3 black cross · f3 white queen · a2 white bishop · f2 white circle · g2 white circle · h2 black cross · d1 white rook · f1 white circle · g1 white king · h1 black cross | f8 black rook · h7 black queen · g6 white knight · c5 black cross · d5 black cross · e5 black cross · b4 white pawn · c4 black cross · d4 black king · e4 black cross · c3 black cross · d3 black cross · e3 black cross · f3 white queen · a2 white bishop · f2 white circle · g2 white circle · h2 black cross · d1 white rook · f1 white circle · g1 white king · h1 black cross | f8 black rook · h7 black queen · g6 white knight · c5 black cross · d5 black cross · e5 black cross · b4 white pawn · c4 black cross · d4 black king · e4 black cross · c3 black cross · d3 black cross · e3 black cross · f3 white queen · a2 white bishop · f2 white circle · g2 white circle · h2 black cross · d1 white rook · f1 white circle · g1 white king · h1 black cross | f8 black rook · h7 black queen · g6 white knight · c5 black cross · d5 black cross · e5 black cross · b4 white pawn · c4 black cross · d4 black king · e4 black cross · c3 black cross · d3 black cross · e3 black cross · f3 white queen · a2 white bishop · f2 white circle · g2 white circle · h2 black cross · d1 white rook · f1 white circle · g1 white king · h1 black cross | f8 black rook · h7 black queen · g6 white knight · c5 black cross · d5 black cross · e5 black cross · b4 white pawn · c4 black cross · d4 black king · e4 black cross · c3 black cross · d3 black cross · e3 black cross · f3 white queen · a2 white bishop · f2 white circle · g2 white circle · h2 black cross · d1 white rook · f1 white circle · g1 white king · h1 black cross | 6 |
| 5 | f8 black rook · h7 black queen · g6 white knight · c5 black cross · d5 black cross · e5 black cross · b4 white pawn · c4 black cross · d4 black king · e4 black cross · c3 black cross · d3 black cross · e3 black cross · f3 white queen · a2 white bishop · f2 white circle · g2 white circle · h2 black cross · d1 white rook · f1 white circle · g1 white king · h1 black cross | f8 black rook · h7 black queen · g6 white knight · c5 black cross · d5 black cross · e5 black cross · b4 white pawn · c4 black cross · d4 black king · e4 black cross · c3 black cross · d3 black cross · e3 black cross · f3 white queen · a2 white bishop · f2 white circle · g2 white circle · h2 black cross · d1 white rook · f1 white circle · g1 white king · h1 black cross | f8 black rook · h7 black queen · g6 white knight · c5 black cross · d5 black cross · e5 black cross · b4 white pawn · c4 black cross · d4 black king · e4 black cross · c3 black cross · d3 black cross · e3 black cross · f3 white queen · a2 white bishop · f2 white circle · g2 white circle · h2 black cross · d1 white rook · f1 white circle · g1 white king · h1 black cross | f8 black rook · h7 black queen · g6 white knight · c5 black cross · d5 black cross · e5 black cross · b4 white pawn · c4 black cross · d4 black king · e4 black cross · c3 black cross · d3 black cross · e3 black cross · f3 white queen · a2 white bishop · f2 white circle · g2 white circle · h2 black cross · d1 white rook · f1 white circle · g1 white king · h1 black cross | f8 black rook · h7 black queen · g6 white knight · c5 black cross · d5 black cross · e5 black cross · b4 white pawn · c4 black cross · d4 black king · e4 black cross · c3 black cross · d3 black cross · e3 black cross · f3 white queen · a2 white bishop · f2 white circle · g2 white circle · h2 black cross · d1 white rook · f1 white circle · g1 white king · h1 black cross | f8 black rook · h7 black queen · g6 white knight · c5 black cross · d5 black cross · e5 black cross · b4 white pawn · c4 black cross · d4 black king · e4 black cross · c3 black cross · d3 black cross · e3 black cross · f3 white queen · a2 white bishop · f2 white circle · g2 white circle · h2 black cross · d1 white rook · f1 white circle · g1 white king · h1 black cross | f8 black rook · h7 black queen · g6 white knight · c5 black cross · d5 black cross · e5 black cross · b4 white pawn · c4 black cross · d4 black king · e4 black cross · c3 black cross · d3 black cross · e3 black cross · f3 white queen · a2 white bishop · f2 white circle · g2 white circle · h2 black cross · d1 white rook · f1 white circle · g1 white king · h1 black cross | f8 black rook · h7 black queen · g6 white knight · c5 black cross · d5 black cross · e5 black cross · b4 white pawn · c4 black cross · d4 black king · e4 black cross · c3 black cross · d3 black cross · e3 black cross · f3 white queen · a2 white bishop · f2 white circle · g2 white circle · h2 black cross · d1 white rook · f1 white circle · g1 white king · h1 black cross | 5 |
| 4 | f8 black rook · h7 black queen · g6 white knight · c5 black cross · d5 black cross · e5 black cross · b4 white pawn · c4 black cross · d4 black king · e4 black cross · c3 black cross · d3 black cross · e3 black cross · f3 white queen · a2 white bishop · f2 white circle · g2 white circle · h2 black cross · d1 white rook · f1 white circle · g1 white king · h1 black cross | f8 black rook · h7 black queen · g6 white knight · c5 black cross · d5 black cross · e5 black cross · b4 white pawn · c4 black cross · d4 black king · e4 black cross · c3 black cross · d3 black cross · e3 black cross · f3 white queen · a2 white bishop · f2 white circle · g2 white circle · h2 black cross · d1 white rook · f1 white circle · g1 white king · h1 black cross | f8 black rook · h7 black queen · g6 white knight · c5 black cross · d5 black cross · e5 black cross · b4 white pawn · c4 black cross · d4 black king · e4 black cross · c3 black cross · d3 black cross · e3 black cross · f3 white queen · a2 white bishop · f2 white circle · g2 white circle · h2 black cross · d1 white rook · f1 white circle · g1 white king · h1 black cross | f8 black rook · h7 black queen · g6 white knight · c5 black cross · d5 black cross · e5 black cross · b4 white pawn · c4 black cross · d4 black king · e4 black cross · c3 black cross · d3 black cross · e3 black cross · f3 white queen · a2 white bishop · f2 white circle · g2 white circle · h2 black cross · d1 white rook · f1 white circle · g1 white king · h1 black cross | f8 black rook · h7 black queen · g6 white knight · c5 black cross · d5 black cross · e5 black cross · b4 white pawn · c4 black cross · d4 black king · e4 black cross · c3 black cross · d3 black cross · e3 black cross · f3 white queen · a2 white bishop · f2 white circle · g2 white circle · h2 black cross · d1 white rook · f1 white circle · g1 white king · h1 black cross | f8 black rook · h7 black queen · g6 white knight · c5 black cross · d5 black cross · e5 black cross · b4 white pawn · c4 black cross · d4 black king · e4 black cross · c3 black cross · d3 black cross · e3 black cross · f3 white queen · a2 white bishop · f2 white circle · g2 white circle · h2 black cross · d1 white rook · f1 white circle · g1 white king · h1 black cross | f8 black rook · h7 black queen · g6 white knight · c5 black cross · d5 black cross · e5 black cross · b4 white pawn · c4 black cross · d4 black king · e4 black cross · c3 black cross · d3 black cross · e3 black cross · f3 white queen · a2 white bishop · f2 white circle · g2 white circle · h2 black cross · d1 white rook · f1 white circle · g1 white king · h1 black cross | f8 black rook · h7 black queen · g6 white knight · c5 black cross · d5 black cross · e5 black cross · b4 white pawn · c4 black cross · d4 black king · e4 black cross · c3 black cross · d3 black cross · e3 black cross · f3 white queen · a2 white bishop · f2 white circle · g2 white circle · h2 black cross · d1 white rook · f1 white circle · g1 white king · h1 black cross | 4 |
| 3 | f8 black rook · h7 black queen · g6 white knight · c5 black cross · d5 black cross · e5 black cross · b4 white pawn · c4 black cross · d4 black king · e4 black cross · c3 black cross · d3 black cross · e3 black cross · f3 white queen · a2 white bishop · f2 white circle · g2 white circle · h2 black cross · d1 white rook · f1 white circle · g1 white king · h1 black cross | f8 black rook · h7 black queen · g6 white knight · c5 black cross · d5 black cross · e5 black cross · b4 white pawn · c4 black cross · d4 black king · e4 black cross · c3 black cross · d3 black cross · e3 black cross · f3 white queen · a2 white bishop · f2 white circle · g2 white circle · h2 black cross · d1 white rook · f1 white circle · g1 white king · h1 black cross | f8 black rook · h7 black queen · g6 white knight · c5 black cross · d5 black cross · e5 black cross · b4 white pawn · c4 black cross · d4 black king · e4 black cross · c3 black cross · d3 black cross · e3 black cross · f3 white queen · a2 white bishop · f2 white circle · g2 white circle · h2 black cross · d1 white rook · f1 white circle · g1 white king · h1 black cross | f8 black rook · h7 black queen · g6 white knight · c5 black cross · d5 black cross · e5 black cross · b4 white pawn · c4 black cross · d4 black king · e4 black cross · c3 black cross · d3 black cross · e3 black cross · f3 white queen · a2 white bishop · f2 white circle · g2 white circle · h2 black cross · d1 white rook · f1 white circle · g1 white king · h1 black cross | f8 black rook · h7 black queen · g6 white knight · c5 black cross · d5 black cross · e5 black cross · b4 white pawn · c4 black cross · d4 black king · e4 black cross · c3 black cross · d3 black cross · e3 black cross · f3 white queen · a2 white bishop · f2 white circle · g2 white circle · h2 black cross · d1 white rook · f1 white circle · g1 white king · h1 black cross | f8 black rook · h7 black queen · g6 white knight · c5 black cross · d5 black cross · e5 black cross · b4 white pawn · c4 black cross · d4 black king · e4 black cross · c3 black cross · d3 black cross · e3 black cross · f3 white queen · a2 white bishop · f2 white circle · g2 white circle · h2 black cross · d1 white rook · f1 white circle · g1 white king · h1 black cross | f8 black rook · h7 black queen · g6 white knight · c5 black cross · d5 black cross · e5 black cross · b4 white pawn · c4 black cross · d4 black king · e4 black cross · c3 black cross · d3 black cross · e3 black cross · f3 white queen · a2 white bishop · f2 white circle · g2 white circle · h2 black cross · d1 white rook · f1 white circle · g1 white king · h1 black cross | f8 black rook · h7 black queen · g6 white knight · c5 black cross · d5 black cross · e5 black cross · b4 white pawn · c4 black cross · d4 black king · e4 black cross · c3 black cross · d3 black cross · e3 black cross · f3 white queen · a2 white bishop · f2 white circle · g2 white circle · h2 black cross · d1 white rook · f1 white circle · g1 white king · h1 black cross | 3 |
| 2 | f8 black rook · h7 black queen · g6 white knight · c5 black cross · d5 black cross · e5 black cross · b4 white pawn · c4 black cross · d4 black king · e4 black cross · c3 black cross · d3 black cross · e3 black cross · f3 white queen · a2 white bishop · f2 white circle · g2 white circle · h2 black cross · d1 white rook · f1 white circle · g1 white king · h1 black cross | f8 black rook · h7 black queen · g6 white knight · c5 black cross · d5 black cross · e5 black cross · b4 white pawn · c4 black cross · d4 black king · e4 black cross · c3 black cross · d3 black cross · e3 black cross · f3 white queen · a2 white bishop · f2 white circle · g2 white circle · h2 black cross · d1 white rook · f1 white circle · g1 white king · h1 black cross | f8 black rook · h7 black queen · g6 white knight · c5 black cross · d5 black cross · e5 black cross · b4 white pawn · c4 black cross · d4 black king · e4 black cross · c3 black cross · d3 black cross · e3 black cross · f3 white queen · a2 white bishop · f2 white circle · g2 white circle · h2 black cross · d1 white rook · f1 white circle · g1 white king · h1 black cross | f8 black rook · h7 black queen · g6 white knight · c5 black cross · d5 black cross · e5 black cross · b4 white pawn · c4 black cross · d4 black king · e4 black cross · c3 black cross · d3 black cross · e3 black cross · f3 white queen · a2 white bishop · f2 white circle · g2 white circle · h2 black cross · d1 white rook · f1 white circle · g1 white king · h1 black cross | f8 black rook · h7 black queen · g6 white knight · c5 black cross · d5 black cross · e5 black cross · b4 white pawn · c4 black cross · d4 black king · e4 black cross · c3 black cross · d3 black cross · e3 black cross · f3 white queen · a2 white bishop · f2 white circle · g2 white circle · h2 black cross · d1 white rook · f1 white circle · g1 white king · h1 black cross | f8 black rook · h7 black queen · g6 white knight · c5 black cross · d5 black cross · e5 black cross · b4 white pawn · c4 black cross · d4 black king · e4 black cross · c3 black cross · d3 black cross · e3 black cross · f3 white queen · a2 white bishop · f2 white circle · g2 white circle · h2 black cross · d1 white rook · f1 white circle · g1 white king · h1 black cross | f8 black rook · h7 black queen · g6 white knight · c5 black cross · d5 black cross · e5 black cross · b4 white pawn · c4 black cross · d4 black king · e4 black cross · c3 black cross · d3 black cross · e3 black cross · f3 white queen · a2 white bishop · f2 white circle · g2 white circle · h2 black cross · d1 white rook · f1 white circle · g1 white king · h1 black cross | f8 black rook · h7 black queen · g6 white knight · c5 black cross · d5 black cross · e5 black cross · b4 white pawn · c4 black cross · d4 black king · e4 black cross · c3 black cross · d3 black cross · e3 black cross · f3 white queen · a2 white bishop · f2 white circle · g2 white circle · h2 black cross · d1 white rook · f1 white circle · g1 white king · h1 black cross | 2 |
| 1 | f8 black rook · h7 black queen · g6 white knight · c5 black cross · d5 black cross · e5 black cross · b4 white pawn · c4 black cross · d4 black king · e4 black cross · c3 black cross · d3 black cross · e3 black cross · f3 white queen · a2 white bishop · f2 white circle · g2 white circle · h2 black cross · d1 white rook · f1 white circle · g1 white king · h1 black cross | f8 black rook · h7 black queen · g6 white knight · c5 black cross · d5 black cross · e5 black cross · b4 white pawn · c4 black cross · d4 black king · e4 black cross · c3 black cross · d3 black cross · e3 black cross · f3 white queen · a2 white bishop · f2 white circle · g2 white circle · h2 black cross · d1 white rook · f1 white circle · g1 white king · h1 black cross | f8 black rook · h7 black queen · g6 white knight · c5 black cross · d5 black cross · e5 black cross · b4 white pawn · c4 black cross · d4 black king · e4 black cross · c3 black cross · d3 black cross · e3 black cross · f3 white queen · a2 white bishop · f2 white circle · g2 white circle · h2 black cross · d1 white rook · f1 white circle · g1 white king · h1 black cross | f8 black rook · h7 black queen · g6 white knight · c5 black cross · d5 black cross · e5 black cross · b4 white pawn · c4 black cross · d4 black king · e4 black cross · c3 black cross · d3 black cross · e3 black cross · f3 white queen · a2 white bishop · f2 white circle · g2 white circle · h2 black cross · d1 white rook · f1 white circle · g1 white king · h1 black cross | f8 black rook · h7 black queen · g6 white knight · c5 black cross · d5 black cross · e5 black cross · b4 white pawn · c4 black cross · d4 black king · e4 black cross · c3 black cross · d3 black cross · e3 black cross · f3 white queen · a2 white bishop · f2 white circle · g2 white circle · h2 black cross · d1 white rook · f1 white circle · g1 white king · h1 black cross | f8 black rook · h7 black queen · g6 white knight · c5 black cross · d5 black cross · e5 black cross · b4 white pawn · c4 black cross · d4 black king · e4 black cross · c3 black cross · d3 black cross · e3 black cross · f3 white queen · a2 white bishop · f2 white circle · g2 white circle · h2 black cross · d1 white rook · f1 white circle · g1 white king · h1 black cross | f8 black rook · h7 black queen · g6 white knight · c5 black cross · d5 black cross · e5 black cross · b4 white pawn · c4 black cross · d4 black king · e4 black cross · c3 black cross · d3 black cross · e3 black cross · f3 white queen · a2 white bishop · f2 white circle · g2 white circle · h2 black cross · d1 white rook · f1 white circle · g1 white king · h1 black cross | f8 black rook · h7 black queen · g6 white knight · c5 black cross · d5 black cross · e5 black cross · b4 white pawn · c4 black cross · d4 black king · e4 black cross · c3 black cross · d3 black cross · e3 black cross · f3 white queen · a2 white bishop · f2 white circle · g2 white circle · h2 black cross · d1 white rook · f1 white circle · g1 white king · h1 black cross | 1 |
|   | a | b | c | d | e | f | g | h |   |

Khi bắt đầu một ván cờ, bên trắng đặt quân vua ở hàng ngang thứ nhất bên phải quân hậu. Bên đen đặt quân vua tại hàng ngang thứ tám, đối diện với vua trắng. Với cách ghi cờ vua, quân vua trắng đặt ở e1 và quân vua đen ở e8.
Một quân vua có thể đi đến một ô trống hoặc đang có một quân của đối thủ với bất kì hướng nào (ngang, dọc, chéo) trừ khi nước đi đó có thể khiến vua ở vào thế bị chiếu hoặc quân đó của đối thủ có bảo vệ. Như vậy, hai quân vua không thể ở hai ô kề nhau (kể cả theo đường chéo). Tuy nhiên, quân vua có thể thực hiện nước chiếu rút với quân tượng, quân xe hay quân hậu. Vua cũng có thể thực hiện nước đi đặc biệt gọi là nhập thành.

### Nhập thành

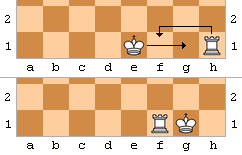
Nhập thành gần (Kingside castle)

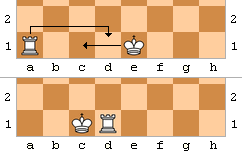
Nhập thành xa (Queenside castle)

Cùng với xe, quân vua có thể thực hiện một nước đi đặc biệt gọi là "nhập thành": quân vua di chuyển đến ô cùng màu gần nhất, về phía một trong hai xe bên mình và sau đó xe nhảy đến ô bên cạnh quân vua ở phía ngoài nhằm bảo vệ vua. Có hai kiểu nhập thành là nhập thành gần và nhập thành xa. Người chơi chỉ được nhập thành khi tất cả các điều kiện sau thỏa mãn:
1. Cả vua lẫn xe chưa từng di chuyển.
2. Không có ô nào giữa hai quân có quân cờ khác.
3. Quân vua không bị chiếu.
4. Quân vua không di chuyển ngang qua ô đang bị quân địch kiểm soát.
5. Quân vua không dừng lại ở khu vực bị đối phương kiểm soát.

## Các trạng thái trong ván cờ

### Chiếu và chiếu hết
Nếu nước đi của một kì thủ khiến vua đối phương bị tấn công, quân vua đó được gọi là bị chiếu, và kì thủ bị chiếu buộc phải ngăn chặn thế bị chiếu ngay lập tức. Có ba cách để chặn thế bị chiếu, đó là:
- Di chuyển quân vua sang một ô liền kề không bị đối phương kiểm soát.
- Di chuyển một quân khác đến giữa quân vua và quân đối thủ đang chiếu vua để chặn đường tấn công (không thể dùng cách này nếu bị chiếu bởi quân mã, hay đang bị chiếu đôi).
- Ăn quân đang tấn công của đối thủ (không thể dùng khi bị chiếu đôi, trừ khi quân vua trực tiếp ăn quân tấn công của đối thủ và nước ăn quân này đồng thời thoát khỏi tầm kiểm soát của các quân khác của đối phương, trong đó có quân chiếu thứ hai).

Nếu cả ba cách trên đều không thể thực hiện được, quân vua bị chiếu sẽ bị chiếu hết, và kì thủ bị chiếu hết thua ván cờ.

### Thế PAT (hòa cờ)
Thế PAT xuất hiện khi kì thủ đến lượt đi lại:
- Không có một nước đi hợp lệ nào.
- Quân vua không bị chiếu.

Nếu cả hai điều trên cùng xảy ra, quân vua bị rơi vào thế PAT và ván cờ hòa. Kì thủ còn ít quân hoặc không thể thắng thường sử dụng cách này để tránh bị thua.

## Vai trò các quân

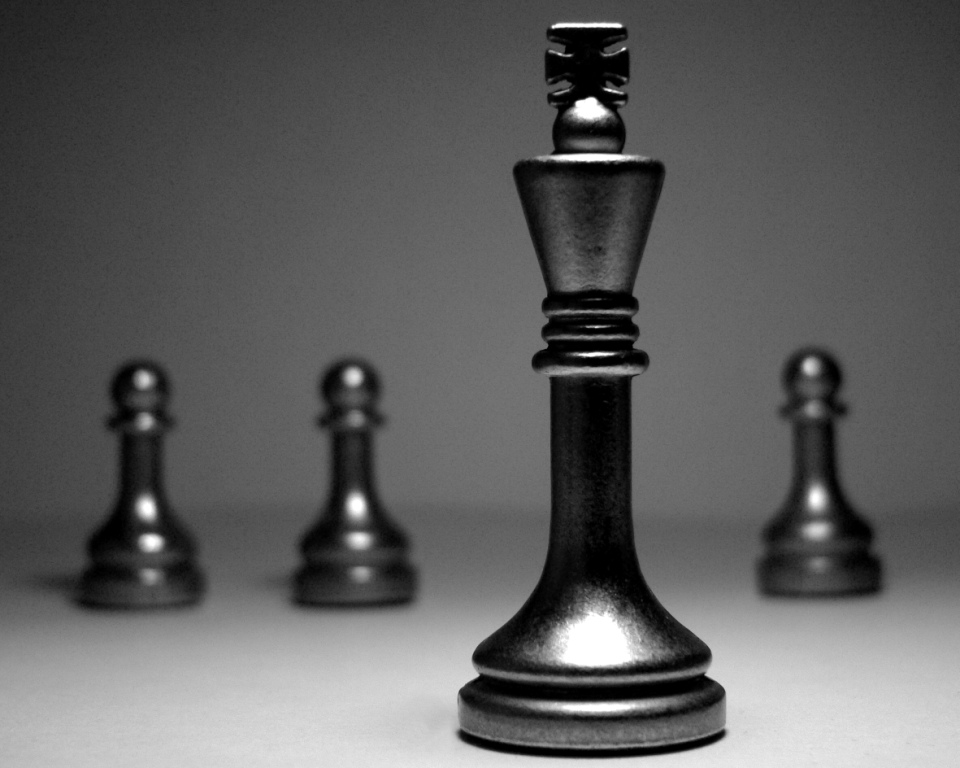
Quân vua và 3 quân tốt.

Trong khai cuộc và trung cuộc, quân vua ít khi có vai trò quan trọng trong sự phát triển thế tấn công và phòng thủ. Thay vì thế, kì thủ thường nhập thành và tìm một vị trí an toàn cho vua ở góc bàn cờ, sau hàng tốt bảo vệ. Trong tàn cuộc, vua lại đóng vai trò quan trọng trong việc tấn công cũng như hỗ trợ tốt phong cấp.
Việc xác định giá trị của quân vua so với quân khác là không thể, bởi không thể thí quân vua. Vì vậy, giá trị quân vua có thể được xem như vô cùng lớn. Ở tàn cuộc, do khả năng tấn công của mình, vua có thể được xem là hơi mạnh hơn một quân mã hoặc quân tượng - Emanuel Lasker xác định quân vua bằng một quân mã cộng với một quân tốt (hay bốn quân tốt theo thang giá trị của cờ vua). Quân vua phòng thủ gần các quân tốt tốt hơn quân mã, và tấn công quân tốt tốt hơn quân tượng.

## Unicode
Có hai mã Unicode cho hai quân Vua khác màu:
♔ U+2654 Quân Vua trắng (HTML &#9812;)
♚ U+265A Quân Vua đen (HTML &#9818;)